# I liga argentyńska w piłce nożnej (1936)
W roku 1936 sezon podzielony został na trzy puchary:
- Copa de Honor Municipalidad de Buenos Aires.
- Copa Campeonato.
- Copa de Oro (mecz pomiędzy zwycięzcami dwóch pierwszych turniejów).

Mistrzem Argentyny roku 1936 został klub River Plate, a wicemistrzem Argentyny – San Lorenzo de Almagro. Kontrowersje wzbudza sposób przyznania tych tytułów. Ponieważ turniej Copa Campeonato uznawany jest przez argentyńską federację piłkarską za normalną kontynuację rozgrywek ligowych, to należałoby przyjąć, że mistrzostwo tego turnieju automatycznie dawało tytuł mistrza Argentyny, natomiast drugie miejsce – tytuł wicemistrza Argentyny. Często jednak przyjmuje się, że o tytule mistrza zadecydował kończący sezon pojedynek zwycięzcy turnieju Copa de Honor ze zwycięzcą Copa Campeonato. Tak się akurat złożyło, że w każdej z tych wersji mistrz i wicemistrz jest ten sam. W tym nietypowym sezonie żaden klub pierwszoligowy nie spadł do drugiej ligi, ani żaden drugoligowy nie awansował do pierwszej ligi.

## Copa de Honor Municipalidad de Buenos Aires

### Kolejka 1
| Data            | Mecz |
| --------------- | --- |
| 5 kwietnia 1936 | Atlanta Buenos Aires – CA Platense 3:2 Santiago Altamirano (3) – Luis A. Sánchez, Tomás Beristain                            |
| 5 kwietnia 1936 | Boca Juniors – Gimnasia y Esgrima La Plata 1:1 Delfín Benítez Cáceres – Luis Pérez                                           |
| 5 kwietnia 1936 | Estudiantes La Plata – River Plate 1:4 Alberto Zozaya – José M. Moreno, Julio Castillo, Gregorio Samaniego, Bernabé Ferreyra |
| 5 kwietnia 1936 | Ferro Carril Oeste – Argentinos Juniors 1:2 Bernardo Gandulla – Juan Belmonte, Pedro Stochetti                               |
| 5 kwietnia 1936 | CA Huracán – Racing Club de Avellaneda 0:1 Alejandro Scopelli                                                                |
| 5 kwietnia 1936 | Independiente – San Lorenzo de Almagro 1:1 Antonio Sastre – Ricardo Alarcón                                                  |
| 5 kwietnia 1936 | Club Atlético Lanús – Talleres Remedios de Escalada 1:2 Ángel Alfonso – Ramón Vales, Luis Timón                              |
| 5 kwietnia 1936 | Quilmes Athletic Buenos Aires – Vélez Sarsfield 0:1 Iván Mayo                                                                |
| 5 kwietnia 1936 | CA Tigre – Chacarita Juniors 0:3 José García (2), Renato Cesarini mecz rozegrany został na stadionie klubu Platense          |

### Kolejka 2
| Data             | Mecz |
| ---------------- | --- |
| 12 kwietnia 1936 | Argentinos Juniors – Chacarita Juniors 0:1 Renato Cesarini                                                                                       |
| 12 kwietnia 1936 | Atlanta Buenos Aires – CA Tigre 3:2 Roberto Martino, Oscar Irazoqui (2) – Adolfo Juárez, Miguel Corna                                            |
| 12 kwietnia 1936 | Gimnasia y Esgrima La Plata – CA Huracán 1:1 Tomás González – Daniel Bálsamo                                                                     |
| 12 kwietnia 1936 | CA Platense – Quilmes Athletic Buenos Aires 1:2 Tomás Beristain – Carlos Miranda, Roberto Neira                                                  |
| 12 kwietnia 1936 | Racing Club de Avellaneda – Ferro Carril Oeste 2:2 Enrique Guaita, Alejandro Scopelli – Bernardo Gandulla, Nilo Odriozola                        |
| 12 kwietnia 1936 | River Plate – Club Atlético Lanús 1:0 Héctor Vidal s                                                                                             |
| 12 kwietnia 1936 | San Lorenzo de Almagro – Estudiantes La Plata 4:2 Diego García, Mario Scavone, Ricardo Alarcón, Arturo Arrieta – Miguel A. Lauri, Alberto Zozaya |
| 12 kwietnia 1936 | Talleres Remedios de Escalada – Boca Juniors 1:2 Luis Timón – Francisco Providente, Aníbal Tenorio                                               |
| 12 kwietnia 1936 | Vélez Sarsfield – Independiente 5:3 Iván Mayo (2), Agustín Cosso (3) – Arsenio Erico, Antonio Sastre, Juan J. Zorrilla                           |

### Kolejka 3
| Data             | Mecz |
| ---------------- | --- |
| 19 kwietnia 1936 | Boca Juniors – River Plate 2:3 Roberto Cherro, Delfín Benítez Cáceres – Carlos Peucelle, Bernabé Ferreyra (2)                             |
| 19 kwietnia 1936 | Chacarita Juniors – Racing Club de Avellaneda 4:2 Ricardo Barraza (2), Antonio Ruiz Díaz, José García – Enrique Guaita, Horacio Tellechea |
| 19 kwietnia 1936 | Estudiantes La Plata – Vélez Sarsfield 1:3 Alberto Zozaya – Roberto Sbarra s, Victorio Spinetto, Emilio Reuben                            |
| 19 kwietnia 1936 | Ferro Carril Oeste – Gimnasia y Esgrima La Plata 7:2 Carlos Novo (2), Nicolás Infante, Bernardo Gandulla (4) – Luis Pérez, Manuel Fidel   |
| 19 kwietnia 1936 | CA Huracán – Talleres Remedios de Escalada 2:0 Herminio Masantonio (2)                                                                    |
| 19 kwietnia 1936 | Independiente – CA Platense 1:1 Arsenio Erico – Atilio García                                                                             |
| 19 kwietnia 1936 | Club Atlético Lanús – San Lorenzo de Almagro 3:4 Ángel Alfonso (3) – Arturo Naón, Ricardo Alarcón, Arturo Arrieta (2)                     |
| 19 kwietnia 1936 | Quilmes Athletic Buenos Aires – Atlanta Buenos Aires 3:1 Antonio Castagna, Camargo, Carlos Miranda – Roberto Martino                      |
| 19 kwietnia 1936 | CA Tigre – Argentinos Juniors 1:1 Antonio Alberino – Pedro Stochetti mecz rozegrany został na stadionie klubu Platense                    |

### Kolejka 4
| Data             | Mecz |
| ---------------- | --- |
| 26 kwietnia 1936 | Atlanta Buenos Aires – Independiente 2:5 Antonio Morales, Santiago Altamirano – Luis A. Mata (2), Arsenio Erico (2, 1k), Raimundo Orsi |
| 26 kwietnia 1936 | Gimnasia y Esgrima La Plata – Chacarita Juniors 0:0                                                                                    |
| 26 kwietnia 1936 | CA Platense – Estudiantes La Plata 1:2 Tomás Beristain k – Manuel Ferreira, Xenofonte Marconi                                          |
| 26 kwietnia 1936 | Quilmes Athletic Buenos Aires – CA Tigre 2:1 Carlos Miranda, Antonio Castagna – Alberto Castillo                                       |
| 26 kwietnia 1936 | Racing Club de Avellaneda – Argentinos Juniors 2:0 Horacio Tellechea, Enrique Guaita                                                   |
| 26 kwietnia 1936 | River Plate – CA Huracán 1:1 Bernabé Ferreyra k – Ferro                                                                                |
| 26 kwietnia 1936 | San Lorenzo de Almagro – Boca Juniors 1:1 Arturo Arrieta – Aníbal Tenorio                                                              |
| 26 kwietnia 1936 | Talleres Remedios de Escalada – Ferro Carril Oeste 4:1 Alberto Lorenzo (2), Vicente Rojas (2) – Ramón Villagra                         |
| 26 kwietnia 1936 | Vélez Sarsfield – Club Atlético Lanús 4:1 Agustín Cosso, Pedro Valentini (2), Iván Mayo – Ángel Alfonso                                |

### Kolejka 5
| Data        | Mecz |
| ----------- | --- |
| 3 maja 1936 | Argentinos Juniors – Gimnasia y Esgrima La Plata 2:5 Pascual Di Paola, Juan Belmonte – Manuel Fidel, Luis Pérez (3), Miguel Ortega       |
| 3 maja 1936 | Boca Juniors – Vélez Sarsfield 2:0 Francisco Varallo (2)                                                                                 |
| 3 maja 1936 | Chacarita Juniors – Talleres Remedios de Escalada 2:4 José García, Renato Cesarini – Alberto Lorenzo (2), Luis Timón, Valentín Rojas     |
| 3 maja 1936 | Estudiantes La Plata – Atlanta Buenos Aires 0:1 Lorenzo Tornaroli                                                                        |
| 3 maja 1936 | Ferro Carril Oeste – River Plate 3:1 Nicolás Infante, Ramón Villagra (2) – Bernabé Ferreyra                                              |
| 3 maja 1936 | CA Huracán – San Lorenzo de Almagro 1:0 Adolfo Hermo                                                                                     |
| 3 maja 1936 | Independiente – Quilmes Athletic Buenos Aires 1:1 Luis A. Mata – Juan A. Sofía                                                           |
| 3 maja 1936 | Club Atlético Lanús – CA Platense 1:1 Ismael Martínez – Tomás Beristain                                                                  |
| 3 maja 1936 | CA Tigre – Racing Club de Avellaneda 2:1 Alberto Castillo, Eibar Ríos – Enrique Guaita mecz rozegrany został na stadionie klubu Platense |

### Kolejka 6
| Data         | Mecz |
| ------------ | --- |
| 10 maja 1936 | Atlanta Buenos Aires – Club Atlético Lanús 2:1 Armando Chaves, Lorenzo Tornaroli – Ángel Alfonso                          |
| 10 maja 1936 | Gimnasia y Esgrima La Plata – Racing Club de Avellaneda 3:2 Luis Pérez, Manuel Fidel, Pedro Farías – Evaristo Barrera (2) |
| 10 maja 1936 | Independiente – CA Tigre 3:0 Raúl Natino (2), Antonio Sastre                                                              |
| 10 maja 1936 | CA Platense – Boca Juniors 0:3 Rafael Sanz, Delfín Benítez Cáceres, Francisco Providente                                  |
| 10 maja 1936 | Quilmes Athletic Buenos Aires – Estudiantes La Plata 2:2 Pedro Martín, Antonio Castagna – Bonifacio Casajous (2)          |
| 10 maja 1936 | River Plate – Chacarita Juniors 1:0 Julio Castillo                                                                        |
| 10 maja 1936 | San Lorenzo de Almagro – Ferro Carril Oeste 2:2 Diego García, Alberto Chividini – Raúl Emeal, Bernardo Gandulla           |
| 10 maja 1936 | Talleres Remedios de Escalada – Argentinos Juniors 5:1 Alberto Lorenzo (3), Valentín Rojas, José Torrosi – Juan Belmonte  |
| 10 maja 1936 | Vélez Sarsfield – CA Huracán 2:0 Ángel Fernández, Pedro Valentini                                                         |

### Kolejka 7
| Data         | Mecz |
| ------------ | --- |
| 17 maja 1936 | Argentinos Juniors – River Plate 0:5 José M. Moreno (4), Luis M. Rongo                                                                                 |
| 17 maja 1936 | Boca Juniors – Atlanta Buenos Aires 2:2 Francisco Providente, Delfín Benítez Cáceres – Omar Lozano, Oscar Irazoqui                                     |
| 17 maja 1936 | Chacarita Juniors – San Lorenzo de Almagro 2:6 Raúl Benavento (2, 1k) – Diego García, Ricardo Alarcón (2), Arturo Naón, Ismael Arrese k, Gabriel Magán |
| 17 maja 1936 | Estudiantes La Plata – Independiente 3:2 Bonifacio Casajous, Xenofonte Marconi, Alberto Zozaya – Antonio Sastre, Raúl Natino                           |
| 17 maja 1936 | Ferro Carril Oeste – Vélez Sarsfield 2:1 Bernardo Gandulla (2) – Carlos Maggiolo                                                                       |
| 17 maja 1936 | CA Huracán – CA Platense 3:1 Daniel Bálsamo (2), Alberto Galateo – Luis Diana                                                                          |
| 17 maja 1936 | Club Atlético Lanús – Quilmes Athletic Buenos Aires 0:1 Carlos Miranda                                                                                 |
| 17 maja 1936 | Racing Club de Avellaneda – Talleres Remedios de Escalada 4:1 Evaristo Barrera (4) – Luis Timón                                                        |
| 17 maja 1936 | CA Tigre – Gimnasia y Esgrima La Plata 1:2 Alberto Castillo – Manuel Fidel (2) mecz rozegrany został na stadionie klubu Platense                       |

### Kolejka 8
| Data         | Mecz |
| ------------ | --- |
| 24 maja 1936 | Atlanta Buenos Aires – CA Huracán 2:5 Omar Lozano, José M. Casullo – Herminio Masantonio, Emilio Baldonedo (3), Daniel Bálsamo     |
| 24 maja 1936 | Estudiantes La Plata – CA Tigre 7:1 Bonifacio Casajous, Alberto Zozaya (4), Daniel Sabio, Xenofonte Marconi – Eibar Ríos           |
| 24 maja 1936 | Independiente – Club Atlético Lanús 3:2 Arsenio Erico, Eduardo Pereyra, Luis A. Mata – Ángel Alfonso (2)                           |
| 24 maja 1936 | CA Platense – Ferro Carril Oeste 3:2 Antonio Blanco k, Gregorio Esperón k, Jorge Monzón – Carlos Novo, Bernardo Gandulla k         |
| 24 maja 1936 | Quilmes Athletic Buenos Aires – Boca Juniors 1:1 Antonio Castagna – Delfín Benítez Cáceres                                         |
| 24 maja 1936 | River Plate – Racing Club de Avellaneda 2:2 Julio Castillo, José M. Moreno – Evaristo Barrera, Alejandro Scopelli                  |
| 24 maja 1936 | San Lorenzo de Almagro – Argentinos Juniors 2:0 Gabriel Magán, Ricardo Alarcón                                                     |
| 24 maja 1936 | Talleres Remedios de Escalada – Gimnasia y Esgrima La Plata 5:1 Alfredo González (2), Alberto Lorenzo (2), Luis Timón – Luis Pérez |
| 24 maja 1936 | Vélez Sarsfield – Chacarita Juniors 1:1 Emilio Reuben – Antonio Ruiz Díaz                                                          |

### Kolejka 9
| Data         | Mecz |
| ------------ | --- |
| 31 maja 1936 | Argentinos Juniors – Vélez Sarsfield 1:5 Francisco Fandiño – Alfredo Etulain, Agustín Cosso (2), Osvaldo Reta, Emilio Reuben mecz rozegrany został na stadionie klubu River Plate |
| 31 maja 1936 | Boca Juniors – Independiente 2:0 Aníbal Tenorio, Vicente Cusatti |
| 31 maja 1936 | Chacarita Juniors – CA Platense 0:0 |
| 31 maja 1936 | Ferro Carril Oeste – Atlanta Buenos Aires 1:2 Nilo Odriozola – Omar Lozano, Antonio Morales                                                                                       |
| 31 maja 1936 | Gimnasia y Esgrima La Plata – River Plate 5:2 Luis Pérez (3), Tomás González, Manuel Fidel – José M. Moreno (2)                                                                   |
| 31 maja 1936 | CA Huracán – Quilmes Athletic Buenos Aires 2:1 Herminio Masantonio k, Carlos Belfiore – Carlos Miranda                                                                            |
| 31 maja 1936 | Club Atlético Lanús – Estudiantes La Plata 5:1 Ángel Alfonso (3, 1k), Omar Paseggi, Ismael Martínez – Roberto Sbarra k                                                            |
| 31 maja 1936 | Racing Club de Avellaneda – San Lorenzo de Almagro 1:3 Evaristo Barrera – Arturo Naón, Bonifacio Martín s, Diego García                                                           |
| 31 maja 1936 | CA Tigre – Talleres Remedios de Escalada 1:2 Manuel Quiroga k – Alfredo González (2) mecz rozegrany został na stadionie klubu Platense                                            |

### Kolejka 10
| Data           | Mecz |
| -------------- | --- |
| 7 czerwca 1936 | Atlanta Buenos Aires – Chacarita Juniors 2:2 Lorenzo Tornarolli (2) – Mario Vitullo, Ricardo Barraza         |
| 7 czerwca 1936 | Estudiantes La Plata – Boca Juniors 1:2 Alberto Zozaya – Aníbal Troncoso, Francisco Varallo                  |
| 7 czerwca 1936 | Independiente – CA Huracán 0:1 Ricardo Gil                                                                   |
| 7 czerwca 1936 | Club Atlético Lanús – CA Tigre 3:3 Ángel Alfonso k, Daniel Pícaro (2) – Manuel Quiroga, Ángel Chazarreta (2) |
| 7 czerwca 1936 | CA Platense – Argentinos Juniors 2:1 Tomás Beristain, Luis A. Sánchez – Ubaldo Ortega                        |
| 7 czerwca 1936 | Quilmes Athletic Buenos Aires – Ferro Carril Oeste 1:1 Domingo Fernández – Miguel Garavano                   |
| 7 czerwca 1936 | River Plate – Talleres Remedios de Escalada 4:0 Julio Castillo (2), Alberto Máspero s, Carlos Peucelle       |
| 7 czerwca 1936 | San Lorenzo de Almagro – Gimnasia y Esgrima La Plata 3:1 Rubén Cavadini, Ricardo Alarcón (2) – Luis Pérez    |
| 7 czerwca 1936 | Vélez Sarsfield – Racing Club de Avellaneda 0:4 Vicente Zito (3), Enrique Guaita                             |

### Kolejka 11
| Data            | Mecz |
| --------------- | --- |
| 14 czerwca 1936 | Argentinos Juniors – Atlanta Buenos Aires 4:6 Francisco Fandiño, Ciatti, Francisco Barbalán, Josué Murúa s – Lorenzo Tornarolli (4), Roberto Bugueyro, Omar Lozano mecz rozegrany został na stadionie klubu River Plate |
| 14 czerwca 1936 | Boca Juniors – Club Atlético Lanús 4:0 Aníbal Troncoso (2), Delfín Benítez Cáceres (2) |
| 14 czerwca 1936 | Chacarita Juniors – Quilmes Athletic Buenos Aires 2:0 Mario Vitullo, Agustín Cascio |
| 14 czerwca 1936 | Ferro Carril Oeste – Independiente 2:6 Nicolás Infante, Nilo Odriozola – Luis A. Mata (2), Raúl Natino (4) |
| 14 czerwca 1936 | Gimnasia y Esgrima La Plata – Vélez Sarsfield 2:5 Oscar Díaz, Ángel Miguens – Agustín Cosso (2), Iván Mayo, Ángel Fernández (2)                                                                                         |
| 14 czerwca 1936 | CA Huracán – Estudiantes La Plata 0:2 Daniel Sabio (2) |
| 14 czerwca 1936 | Racing Club de Avellaneda – CA Platense 0:2 mecz rozegrany został na stadionie klubu Independiente |
| 14 czerwca 1936 | Talleres Remedios de Escalada – San Lorenzo de Almagro 1:2 Peluffo – Arturo Naón, Ricardo Alarcón |
| 14 czerwca 1936 | CA Tigre – River Plate 0:3 Bernabé Ferreyra (3) mecz rozegrany został na stadionie klubu Platense |

### Kolejka 12
| Data            | Mecz |
| --------------- | --- |
| 21 czerwca 1936 | Atlanta Buenos Aires – Racing Club de Avellaneda 2:4 Roberto Martino, Omar Lozano – Evaristo Barrera, Vicente Zito, Bonifacio Martín, Enrique García   |
| 21 czerwca 1936 | Boca Juniors – CA Tigre 2:0 Delfín Benítez Cáceres, Francisco Varallo                                                                                  |
| 21 czerwca 1936 | Estudiantes La Plata – Ferro Carril Oeste 5:0 Xenofonte Marconi, Daniel Sabio, Alberto Zozaya (2), Iván De la Villa                                    |
| 21 czerwca 1936 | Independiente – Chacarita Juniors 4:2 Raúl Natino (2), Luis A. Mata, Eduardo Pereyra – Adolfo Juárez, Ricardo Barraza                                  |
| 21 czerwca 1936 | Club Atlético Lanús – CA Huracán 3:4 Manuel Da Graca, Ángel Alfonso, Daniel Pícaro – Carlos Belfiore, Ricardo Gil (2), Herminio Masantonio             |
| 21 czerwca 1936 | CA Platense – Gimnasia y Esgrima La Plata 4:2 Luis A. Sánchez (2), Tomás Beristain, Raúl Mezzadra – Tomás González, Juan Echevarrieta                  |
| 21 czerwca 1936 | Quilmes Athletic Buenos Aires – Ferro Carril Oeste 6:1 Domingo Fernández (4), Antonio Castagna (2) – Francisco Fandiño                                 |
| 21 czerwca 1936 | San Lorenzo de Almagro – River Plate 4:2 Genaro Canteli (3), Diego García – José M. Moreno (2)                                                         |
| 21 czerwca 1936 | Vélez Sarsfield – Talleres Remedios de Escalada 6:1 Agustín Cosso (2), Iván Mayo, Emilio Reuben, Victorio Spinetto, Pedro Valentini – Alfredo González |

### Kolejka 13
| Data            | Mecz |
| --------------- | --- |
| 28 czerwca 1936 | Argentinos Juniors – Independiente 0:2 Luis A. Mata, Valentín Navamuel mecz rozegrany został na stadionie klubu Boca Juniors          |
| 28 czerwca 1936 | Chacarita Juniors – Estudiantes La Plata 2:1 Octavio Biancotti, Ricardo Barraza – Alberto Zozaya                                      |
| 28 czerwca 1936 | Ferro Carril Oeste – Club Atlético Lanús 3:1 Ramón Villagra, Raúl Emeal, Nilo Odriozola – Manuel Da Graca                             |
| 28 czerwca 1936 | Gimnasia y Esgrima La Plata – Atlanta Buenos Aires 2:3 Luis Pérez k, Tomás González – Lorenzo Tornarolli, Omar Lozano, Oscar Irazoqui |
| 28 czerwca 1936 | CA Huracán – Boca Juniors 3:1 Herminio Masantonio (2), Daniel Bálsamo – Delfín Benítez Cáceres                                        |
| 28 czerwca 1936 | Racing Club de Avellaneda – Quilmes Athletic Buenos Aires 3:1 Evaristo Barrera (2), Vicente Zito – Domingo Fernández                  |
| 28 czerwca 1936 | River Plate – Vélez Sarsfield 1:0 Adolfo Pedernera                                                                                    |
| 28 czerwca 1936 | Talleres Remedios de Escalada – CA Platense walkower dla Platense                                                                     |
| 28 czerwca 1936 | CA Tigre – San Lorenzo de Almagro 0:2 Rubén Cavadini (2) mecz rozegrany został na stadionie klubu Platense                            |

### Kolejka 14
| Data         | Mecz |
| ------------ | --- |
| 5 lipca 1936 | Atlanta Buenos Aires – Talleres Remedios de Escalada walkower dla klubu Atlanta                                                                     |
| 5 lipca 1936 | Boca Juniors – Ferro Carril Oeste 5:1 Delfín Benítez Cáceres, Aníbal Tenorio, Aníbal Troncoso, Francisco Varallo, Alfredo González – Nilo Odriozola |
| 5 lipca 1936 | Estudiantes La Plata – Argentinos Juniors 4:1 |
| 5 lipca 1936 | CA Huracán – CA Tigre 2:1 |
| 5 lipca 1936 | Independiente – Racing Club de Avellaneda mecz przerwany w 62 minucie przy stanie 1:1 walkower przyznano klubowi Independiente                      |
| 5 lipca 1936 | Club Atlético Lanús – Chacarita Juniors 4:3 Benito Matas, Agustín Válido (2), Daniel Pícaro – Agustín Cascio, Alfredo Gáspari, Ernesto Duchini      |
| 5 lipca 1936 | CA Platense – River Plate 2:0 José Pérez, Luis A. Sánchez                                                                                           |
| 5 lipca 1936 | Quilmes Athletic Buenos Aires – Gimnasia y Esgrima La Plata 3:1 Paulino López, Domingo Fernández (2) – Roberto Rodríguez s                          |
| 5 lipca 1936 | Vélez Sarsfield – San Lorenzo de Almagro 1:1 Ángel Fernández – Diego García                                                                         |

### Kolejka 15
| Data          | Mecz |
| ------------- | --- |
| 12 lipca 1936 | Argentinos Juniors – Club Atlético Lanús 0:1 Daniel Pícaro                                                                         |
| 12 lipca 1936 | Chacarita Juniors – Boca Juniors 2:0 Octavio Biancotti, Alfredo Gáspari                                                            |
| 12 lipca 1936 | Ferro Carril Oeste – CA Huracán 3:3 Bernardo Gandulla (2), Nilo Odriozola – Emilio Baldonedo (3, 2k)                               |
| 12 lipca 1936 | Gimnasia y Esgrima La Plata – Independiente 1:1 Manuel Fidel – Arsenio Erico                                                       |
| 12 lipca 1936 | Racing Club de Avellaneda – Estudiantes La Plata 3:2 Evaristo Barrera, Luis Comasco s, Vicente Zito – Alberto Zozaya, Daniel Sabio |
| 12 lipca 1936 | River Plate – Atlanta Buenos Aires 1:1 Julio Castillo – Lorenzo Tornarolli                                                         |
| 12 lipca 1936 | San Lorenzo de Almagro – CA Platense 2:0 Ricardo Alarcón, Genaro Canteli                                                           |
| 12 lipca 1936 | Talleres Remedios de Escalada – Quilmes Athletic Buenos Aires walkower dla Quilmes                                                 |
| 12 lipca 1936 | CA Tigre – Vélez Sarsfield 3:2 Antonio Alberino (2), Eibar Ríos – Pedro Valentini, Victorio Spinetto                               |

### Kolejka 16
| Data          | Mecz |
| ------------- | --- |
| 19 lipca 1936 | Atlanta Buenos Aires – San Lorenzo de Almagro 2:3(1:1) Sędzia: Macías. Bramki: 0:1 Arturo Naón 11, 1:1 Lorenzo Tornarolli 34, 2:1 Roberto Martino 53, 2:2 Diego García 63, 2:3 Arturo Naón 86 Club Atlético Atlanta: Taglioretti – Carignano, Murúa, Ibáńez, Del Felice, Valdatti, Lozano, Morales, Lorenzo Tornarolli, Irazoqui, Roberto Martino. Club Atlético San Lorenzo de Almagro: Gualco – Tarrío, Gilli, Arrese, Scavone, Chividini, Cavadini, Alarcón, Arturo Naón, Diego García, Arrieta. |
| 19 lipca 1936 | Boca Juniors – Argentinos Juniors 5:1 Delfín Benítez Cáceres (2), Rafael Sanz (2), Aníbal Tenorio – Juan Belmonte |
| 19 lipca 1936 | Estudiantes La Plata – Gimnasia y Esgrima La Plata 3:2 Bonifacio Casajous, Alberto Zozaya, Daniel Sabio – Luis Pérez, Isidoro Orleans |
| 19 lipca 1936 | Ferro Carril Oeste – CA Tigre 3:0 Nilo Odriozola, Bernardo Gandulla (2) |
| 19 lipca 1936 | CA Huracán – Chacarita Juniors 4:1 Francisco Santia s, Carlos Belfiore, Herminio Masantonio (2) – Alfredo Gáspari |
| 19 lipca 1936 | Independiente – Talleres Remedios de Escalada walkower dla Independiente |
| 19 lipca 1936 | Club Atlético Lanús – Racing Club de Avellaneda 1:5 Ángel Alfonso – Enrique Guaita (2), Vicente Zito (2), Carlos Lorenzo |
| 19 lipca 1936 | CA Platense – Vélez Sarsfield 2:3 Tomás Beristain, Luis A. Sánchez – Agustín Cosso (2), Pedro Valentini |
| 19 lipca 1936 | Quilmes Athletic Buenos Aires – River Plate 2:3 Domingo Fernández, Roberto Neira – José M. Moreno (3) |

### Kolejka 17
| Data          | Mecz |
| ------------- | --- |
| 26 lipca 1936 | Argentinos Juniors – CA Huracán 0:1 Emilio Baldonedo mecz rozegrany został na stadionie klubu Boca Juniors                  |
| 26 lipca 1936 | Chacarita Juniors – Ferro Carril Oeste 4:2 Adolfo Juárez (2), Octavio Biancotti, Agustín Cascio – Nilo Odriozola (2)        |
| 26 lipca 1936 | Gimnasia y Esgrima La Plata – Club Atlético Lanús 2:2 Luis Pérez, Manuel Fidel – Benito Matas, Daniel Pícaro                |
| 26 lipca 1936 | CA Platense – CA Tigre 1:1 José Pérez – Juan Guardia                                                                        |
| 26 lipca 1936 | Racing Club de Avellaneda – Boca Juniors 0:1 Rafael Sanz mecz rozegrany został na stadionie klubu Ferro Carril Oeste        |
| 26 lipca 1936 | River Plate – Independiente 1:2 Julio Castillo – Raimundo Orsi, ?                                                           |
| 26 lipca 1936 | San Lorenzo de Almagro – Quilmes Athletic Buenos Aires 5:1 Rubén Cavadini (4), Arturo Arrieta – Antonio Castagna            |
| 26 lipca 1936 | Talleres Remedios de Escalada – Estudiantes La Plata 1:3 Alberto Lorenzo – Xenofonte Marconi, Alberto Zozaya, Juan A. Sofía |
| 26 lipca 1936 | Vélez Sarsfield – Atlanta Buenos Aires 1:0 Pedro Valentini                                                                  |

### Tabela końcowa Copa de Honor
| Poz | Klub                          | Mecze | Zw | Rem | Por | Pkt | BrZd | BrStr |
| --- | ----------------------------- | ----- | -- | --- | --- | --- | ---- | ----- |
| 1   | San Lorenzo de Almagro        | 17    | 12 | 4   | 1   | 28  | 45   | 21    |
| 2   | CA Huracán                    | 17    | 11 | 3   | 3   | 25  | 33   | 20    |
| 3   | Boca Juniors                  | 17    | 10 | 4   | 3   | 24  | 36   | 17    |
| 4   | Vélez Sarsfield               | 17    | 10 | 2   | 5   | 22  | 40   | 25    |
| 5   | Independiente                 | 17    | 9  | 4   | 4   | 22  | 35   | 25    |
| 6   | River Plate                   | 17    | 9  | 3   | 5   | 21  | 35   | 25    |
| 7   | Atlanta Buenos Aires          | 17    | 8  | 3   | 6   | 19  | 34   | 38    |
| 8   | Racing Club de Avellaneda     | 17    | 8  | 2   | 7   | 18  | 37   | 27    |
| 9   | Quilmes Athletic Buenos Aires | 17    | 7  | 4   | 6   | 18  | 27   | 26    |
| 10  | Chacarita Juniors             | 17    | 7  | 4   | 6   | 18  | 31   | 31    |
| 11  | Estudiantes La Plata          | 17    | 8  | 1   | 8   | 17  | 40   | 34    |
| 12  | CA Platense                   | 17    | 6  | 4   | 7   | 16  | 23   | 26    |
| 13  | Ferro Carril Oeste            | 17    | 5  | 4   | 8   | 14  | 36   | 44    |
| 14  | Gimnasia y Esgrima La Plata   | 17    | 4  | 5   | 8   | 13  | 33   | 45    |
| 15  | Talleres Remedios de Escalada | 17    | 6  | 0   | 11  | 12  | 27   | 30    |
| 16  | Club Atlético Lanús           | 17    | 3  | 3   | 11  | 9   | 29   | 43    |
| 17  | CA Tigre                      | 17    | 2  | 3   | 12  | 7   | 17   | 42    |
| 18  | Argentinos Juniors            | 17    | 1  | 1   | 15  | 3   | 15   | 54    |

### Klasyfikacja strzelców bramek Copa de Honor
| Gole | Piłkarz            | Klub                        |
| ---- | ------------------ | --------------------------- |
| 16   | Alberto Zoyaya     | Estudiantes La Plata        |
| 14   | Ángel Alfonso      | Club Atlético Lanús         |
| 14   | Bernardo Gandulla  | Ferro Carril Oeste          |
| 14   | Luis Pérez         | Gimnasia y Esgrima La Plata |
| 13   | José Manuel Moreno | River Plate                 |
| 13   | Evaristo Barrera   | Racing Club de Avellaneda   |

## Copa Campeonato
Pierwsza liga argentyńska w 1936 roku.

### Kolejka 1
| Data             | Mecz |
| ---------------- | --- |
| 16 sierpnia 1936 | Argentinos Juniors – Ferro Carril Oeste 1:1 Alberto Fassora – Gilberto Dell’Aqua mecz rozegrany został na stadionie klubu Boca Juniors  |
| 16 sierpnia 1936 | Chacarita Juniors – CA Tigre 4:2 Santiago Oubiñas s, Agustín Cascio (3, 1k) – Celestino Guelvenzú, Eibar Ríos                           |
| 16 sierpnia 1936 | Gimnasia y Esgrima La Plata – Boca Juniors 3:2 Isidoro Orleans, Juan Echevarrieta, Manuel Fidel – Francisco Varallo, Alfredo González   |
| 16 sierpnia 1936 | CA Platense – Atlanta Buenos Aires 1:1 Raúl Mezzadra – Oscar Irazoqui                                                                   |
| 16 sierpnia 1936 | Racing Club de Avellaneda – CA Huracán 1:1 Vicente Zito – Emilio Baldonedo mecz rozegrany został na stadionie klubu Ferro Carril Oeste  |
| 16 sierpnia 1936 | River Plate – Estudiantes La Plata 2:0 Adolfo Pedernera, Bernabé Ferreyra                                                               |
| 16 sierpnia 1936 | San Lorenzo de Almagro – Independiente 2:1 Rubén Cavadini (2) – Atilio Demaría                                                          |
| 16 sierpnia 1936 | Talleres Remedios de Escalada – Club Atlético Lanús 2:0 Alberto Lorenzo, Luis Timón                                                     |
| 16 sierpnia 1936 | Vélez Sarsfield – Quilmes Athletic Buenos Aires 5:2 Emilio Reuben (2), Agustín Cosso (2), Iván Mayo – Domingo Fernández, Paulino López) |

### Kolejka 2
| Data             | Mecz |
| ---------------- | --- |
| 23 sierpnia 1936 | Boca Juniors – Talleres Remedios de Escalada 3:0 Alfredo González, Francisco Varallo (2)                  |
| 23 sierpnia 1936 | Chacarita Juniors – Argentinos Juniors 1:2 Agustín Cascio – Raúl Benavento (2)                            |
| 23 sierpnia 1936 | Estudiantes La Plata – San Lorenzo de Almagro 1:2 Xenofonte Marconi – Ismael Arrese, Ricardo Alarcón      |
| 23 sierpnia 1936 | Ferro Carril Oeste – Racing Club de Avellaneda 2:1 José García s, Pedro Young – Evaristo Barrera          |
| 23 sierpnia 1936 | CA Huracán – Gimnasia y Esgrima La Plata 4:0 Ubaldo Medina (2), José E. Romero, Herminio Masantonio       |
| 23 sierpnia 1936 | Independiente – Vélez Sarsfield 1:4 Luis A. Mata – Agustín Cosso (2), Sabino Coletta s, Victorio Spinetto |
| 23 sierpnia 1936 | Club Atlético Lanús – River Plate 0:3 Carlos Peucelle, Luis M. Rongo, José M. Moreno                      |
| 23 sierpnia 1936 | Quilmes Athletic Buenos Aires – CA Platense 0:1 Tomás Beristain                                           |
| 23 sierpnia 1936 | CA Tigre – Atlanta Buenos Aires CA Platense 1:2 Eibar Ríos k – Eduardo Valdatti, Antonio Morales          |

### Kolejka 3
| Data             | Mecz |
| ---------------- | --- |
| 30 sierpnia 1936 | Argentinos Juniors – CA Tigre 1:0 Raúl Benavento mecz rozegrany został na stadionie klubu Boca Juniors                                                                     |
| 30 sierpnia 1936 | Atlanta Buenos Aires – Quilmes Athletic Buenos Aires 5:1 Lorenzo Tornarolli (2), José Freiges (2), Oscar Irazoqui – Isidro Sanabria                                        |
| 30 sierpnia 1936 | Gimnasia y Esgrima La Plata – Ferro Carril Oeste 1:3 Miguel Garavano s – Bernardo Gandulla, Pedro Young (2)                                                                |
| 30 sierpnia 1936 | CA Platense – Independiente 5:1 Raúl Mezzadra (4), Tomás Beristain – José F. Beressi                                                                                       |
| 30 sierpnia 1936 | Racing Club de Avellaneda – Chacarita Juniors 7:2 Vicente Zito (2), Evaristo Barrera (5) – Alfredo Gáspari (2) mecz rozegrany został na stadionie klubu Ferro Carril Oeste |
| 30 sierpnia 1936 | River Plate – Boca Juniors 2:1 Luis M. Rongo, José M. Moreno – Alfredo González                                                                                            |
| 30 sierpnia 1936 | San Lorenzo de Almagro – Club Atlético Lanús 3:1 Genaro Canteli (2), Ricardo Alarcón – Ángel Alfonso                                                                       |
| 30 sierpnia 1936 | Talleres Remedios de Escalada – CA Huracán 1:1 Alberto Lorenzo – Daniel Bálsamo                                                                                            |
| 30 sierpnia 1936 | Vélez Sarsfield – Estudiantes La Plata 6:1 Agustín Cosso (2), Emilio Reuben, Pedro Valentini, Iván Mayo, Ángel Fernández – Alejo Fuertes                                   |

### Kolejka 4
| Data            | Mecz |
| --------------- | --- |
| 6 września 1936 | Argentinos Juniors – Racing Club de Avellaneda 1:4 Ernesto Scandone – Evaristo Barrera (2), Manuel Dañil, Enrique Guaita mecz rozegrany został na stadionie klubu River Plate |
| 6 września 1936 | Boca Juniors – San Lorenzo de Almagro 2:0 Francisco Varallo, Delfín Benítez Cáceres                                                                                           |
| 6 września 1936 | Chacarita Juniors – Gimnasia y Esgrima La Plata 6:1 Alberto Palomino (2), Adolfo Juárez (2), Agustín Cascio, César Roggero – Hugo Bet                                         |
| 6 września 1936 | Estudiantes La Plata – CA Platense 2:2 Ángel Laferrara, Alejo Fuertes – Tomás Beristain, Juan S. Prado                                                                        |
| 6 września 1936 | Ferro Carril Oeste – Talleres Remedios de Escalada 3:1 Bernardo Gandulla, Ramón Gandulla, Pedro Young – José Lamas                                                            |
| 6 września 1936 | CA Huracán – River Plate 1:0 Daniel Bálsamo |
| 6 września 1936 | Independiente – Atlanta Buenos Aires 0:2 Lorenzo Tornarolli (2) |
| 6 września 1936 | Club Atlético Lanús – Vélez Sarsfield 4:1 Daniel Pícaro (2), Oscar Paseggi, Silvestre Pisa – Victorio Spinetto                                                                |
| 6 września 1936 | CA Tigre – Quilmes Athletic Buenos Aires 2:1 Eibar Ríos (2) – Isidro Sanabria mecz rozegrany został na stadionie klubu Platense                                               |

### Kolejka 5
| Data             | Mecz |
| ---------------- | --- |
| 13 września 1936 | Atlanta Buenos Aires – Estudiantes La Plata 0:0                                                          |
| 13 września 1936 | Gimnasia y Esgrima La Plata – Argentinos Juniors 1:1 Emilio Castro – Alberto Fassora                     |
| 13 września 1936 | CA Platense – Club Atlético Lanús 3:1 Luis A. Sánchez, Raúl Mezzadra, José Pérez – Ángel Alfonso         |
| 13 września 1936 | Quilmes Athletic Buenos Aires – Independiente 1:2 Domingo Fernández – Marcelino Funes, Eduardo Pereyra   |
| 13 września 1936 | Racing Club de Avellaneda – CA Tigre 3:1 Bonifacio Martín, Alejandro Scopelli, Vicente Zito – Eibar Ríos |
| 13 września 1936 | River Plate – Ferro Carril Oeste 3:2 Bernabé Ferreyra (3) – Raúl Emeal, Nicolás Infante                  |
| 13 września 1936 | San Lorenzo de Almagro – CA Huracán 2:1 Arturo Naón (2) – Daniel Bálsamo                                 |
| 13 września 1936 | Talleres Remedios de Escalada – Chacarita Juniors 0:0                                                    |
| 13 września 1936 | Vélez Sarsfield – Boca Juniors 0:1 Francisco Varallo                                                     |

### Kolejka 6
| Data             | Mecz |
| ---------------- | --- |
| 20 września 1936 | Argentinos Juniors – Talleres Remedios de Escalada 3:2 Alberto Fassora, Francisco Medrano, Juan Belmonte – Alberto Lorenzo, José Lamas |
| 27 września 1936 | Boca Juniors – CA Platense 1:1 Delfín Benítez Cáceres – Tomás Beristain                                                                |
| 27 września 1936 | Chacarita Juniors – River Plate 2:2 Agustín Cascio (2) – Carlos Peucelle, José M. Moreno                                               |
| 27 września 1936 | Estudiantes La Plata – Quilmes Athletic Buenos Aires 0:0 mecz rozegrany został na stadionie klubu Gimnasia y Esgrima                   |
| 27 września 1936 | Ferro Carril Oeste – San Lorenzo de Almagro 1:2 Pedro Young – Arturo Naón, Diego García                                                |
| 27 września 1936 | CA Huracán – Vélez Sarsfield 3:1 Marcelo Lamas (2), Carlos Belfiore – Victorio Spinetto                                                |
| 27 września 1936 | Club Atlético Lanús – Atlanta Buenos Aires 3:1 Silvestre Pisa, Adolfo Bouzo, Ángel Alfonso – Oscar Irazoqui                            |
| 27 września 1936 | Racing Club de Avellaneda – Gimnasia y Esgrima La Plata 2:1 Evaristo Barrera, Enrique Guaita – Manuel Fidel                            |
| 27 września 1936 | CA Tigre – Independiente 0:1 José F. Beressi                                                                                           |

### Kolejka 7
| Data                | Mecz |
| ------------------- | --- |
| 4 października 1936 | Atlanta Buenos Aires – Boca Juniors 2:1 Lorenzo Tornarolli, Antonio Morales – Delfín Benítez Cáceres                          |
| 4 października 1936 | Gimnasia y Esgrima La Plata – CA Tigre 6:5 Manuel Fidel (2), Tomás González (3), Pedro Lofeudo – Juan Guardia, Eibar Ríos (4) |
| 4 października 1936 | Independiente – Estudiantes La Plata 3:1 Marcelino Funes, Luis A. Mata (2) – Xenofonte Marconi                                |
| 4 października 1936 | CA Platense – CA Huracán 1:0 Luis A. Sánchez                                                                                  |
| 4 października 1936 | Quilmes Athletic Buenos Aires – Club Atlético Lanús 2:1 Paulino López, Domingo Fernández – Daniel Pícaro                      |
| 4 października 1936 | River Plate – Argentinos Juniors 5:1 Bernabé Ferreyra (2), José M. Moreno (2), Carlos Peucelle – Alberto Fassora              |
| 4 października 1936 | San Lorenzo de Almagro – Chacarita Juniors 1:1 Arturo Naón – Ricardo Barraza                                                  |
| 4 października 1936 | Talleres Remedios de Escalada – Racing Club de Avellaneda 0:2 Enrique García, Evaristo Barrera                                |
| 4 października 1936 | Vélez Sarsfield – Ferro Carril Oeste 5:1 Agustín Cosso (2), Oscar De Dovitis, Emilio Reuben, Osvaldo Reta – Pedro Young       |

### Kolejka 8
| Data                 | Mecz |
| -------------------- | --- |
| 6 października 1936  | Chacarita Juniors – Vélez Sarsfield 2:0 Alfredo Gáspari, Adolfo Juárez |
| 11 października 1936 | CA Huracán – Atlanta Buenos Aires 1:0 Daniel Bálsamo |
| 19 października 1936 | Argentinos Juniors – San Lorenzo de Almagro 2:3 Juan Belmonte, Alberto Fassora – Genaro Canteli, Diego García, Gabriel Magán mecz rozegrany został na stadionie klubu Chacarita Juniors |
| 19 października 1936 | Boca Juniors – Quilmes Athletic Buenos Aires 3:0 Francisco Varallo, Alfredo González, Vicente Cusatti                                                                                   |
| 19 października 1936 | Ferro Carril Oeste – CA Platense 1:1 Raúl Emeal – Tomás Beristain |
| 19 października 1936 | Gimnasia y Esgrima La Plata – Talleres Remedios de Escalada 3:0 Tomás González, Pedro Lofeudo, Isidoro Orleans                                                                          |
| 19 października 1936 | Club Atlético Lanús – Independiente 1:0 Daniel Pícaro |
| 19 października 1936 | Racing Club de Avellaneda – River Plate 2:2 Vicente Zito, Evaristo Barrera – Renato Cesarini, Carlos Peucelle                                                                           |
| 19 października 1936 | CA Tigre – Estudiantes La Plata 1:2 Juan Guardia – Ángel Laferrara (2) |

### Kolejka 9
| Data                 | Mecz |
| -------------------- | --- |
| 23 października 1936 | Atlanta Buenos Aires – Ferro Carril Oeste 5:1 Oscar Irazoqui (2), José Freiges, Antonio Morales, Roberto Martino – Pedro Young                         |
| 25 października 1936 | Estudiantes La Plata – Club Atlético Lanús 3:0 Ángel Laferrara, Eduardo Sande, Pablo Nehín mecz rozegrany został na stadionie klubu Gimnasia y Esgrima |
| 25 października 1936 | Independiente – Boca Juniors 3:1 Arsenio Erico, Juan J. Zorrilla, Marcelino Funes – Ricardo Zatelli                                                    |
| 25 października 1936 | CA Platense – Chacarita Juniors 2:2 Raúl Mezzadra (2) – Ricardo Barraza, Adolfo Juárez                                                                 |
| 25 października 1936 | Quilmes Athletic Buenos Aires – CA Huracán 5:3 Paulino López (2), Roberto Neira, Emilio Moyano s, Juan Arrillaga – Emilio Baldonedo (3)                |
| 25 października 1936 | River Plate – Gimnasia y Esgrima La Plata 4:1 Bernabé Ferreyra (2), Carlos Peucelle, José M.Moreno – Pedro Lofeudo                                     |
| 25 października 1936 | San Lorenzo de Almagro – Racing Club de Avellaneda 2:2 Ricardo Alarcón, Diego García – Enrique Guaira, Alberto Chividini                               |
| 25 października 1936 | Talleres Remedios de Escalada – CA Tigre 2:2 Alberto Lorenzo (2) – José Tasín, Juan Guardia                                                            |
| 25 października 1936 | Vélez Sarsfield – Argentinos Juniors 0:3 Santiago Narvaja, Raúl Benavento (2)                                                                          |

### Kolejka 10
| Data             | Mecz |
| ---------------- | --- |
| 1 listopada 1936 | Argentinos Juniors – CA Platense 1:1 Benjamín Coria – Luis A. Sánchez mecz rozegrany został na stadionie klubu River Plate       |
| 1 listopada 1936 | Boca Juniors – Estudiantes La Plata 4:1 Delfín Benítez Cáceres, Alfredo González, Héctor Blotto s, Rafael Sanz – Ángel Laferrara |
| 1 listopada 1936 | Chacarita Juniors – Atlanta Buenos Aires 3:1 Adolfo Juárez (2), Agustín Cascio – Oscar Irazoqui                                  |
| 1 listopada 1936 | Ferro Carril Oeste – Quilmes Athletic Buenos Aires 3:1 Pedro Young (2), Ramón Villagra – Paulino López                           |
| 1 listopada 1936 | Gimnasia y Esgrima La Plata – San Lorenzo de Almagro 2:0 Pedro Lofeudo, Tomás González                                           |
| 1 listopada 1936 | CA Huracán – Independiente 0:2 Arsenio Erico (2)                                                                                 |
| 1 listopada 1936 | Racing Club de Avellaneda – Vélez Sarsfield 2:1 Demetrio Conidares, Evaristo Barrera – Oscar De Dovitis                          |
| 1 listopada 1936 | Talleres Remedios de Escalada – River Plate 1:2 Alberto Lorenzo – José M. Moreno, Carlos Peucelle                                |
| 1 listopada 1936 | CA Tigre – Club Atlético Lanús 1:1 Manuel Quiroga – Oscar Casco                                                                  |

### Kolejka 11
| Data             | Mecz |
| ---------------- | --- |
| 8 listopada 1936 | Atlanta Buenos Aires – Argentinos Juniors 0:1 Jacobo Sarfatti                                                                                        |
| 8 listopada 1936 | Estudiantes La Plata – CA Huracán 2:2 Bonifacio Casajous, Ángel Laferrara – Ricardo Gil (2)                                                          |
| 8 listopada 1936 | Independiente – Ferro Carril Oeste 1:1 Arsenio Erico – Ramón Villagra                                                                                |
| 8 listopada 1936 | Club Atlético Lanús – Boca Juniors 1:1 Oscar Casco – Alfredo González                                                                                |
| 8 listopada 1936 | CA Platense – Racing Club de Avellaneda 2:1 José Pérez, Tomás Beristain – Evaristo Barrera                                                           |
| 8 listopada 1936 | Quilmes Athletic Buenos Aires – Chacarita Juniors 1:2 Roberto Neira – César Roggero, Agustín Cascio                                                  |
| 8 listopada 1936 | River Plate – CA Tigre 3:0 Renato Cesarini, José M. Moreno, Carlos Peucelle                                                                          |
| 8 listopada 1936 | San Lorenzo de Almagro – Talleres Remedios de Escalada 6:1 Genaro Canteli, Ricardo Alarcón (2), Gabriel Magán, Arturo Naón (2, 1k) – Alberto Lorenzo |
| 8 listopada 1936 | Vélez Sarsfield – Gimnasia y Esgrima La Plata 4:1 Victorio Spinetto, Ángel Fernández, Emilio Reuben (2) – Juan Echevarrieta                          |

### Kolejka 12
| Data              | Mecz |
| ----------------- | --- |
| 11 listopada 1936 | Argentinos Juniors – Quilmes Athletic Buenos Aires 3:3 Alberto Fassora (2), Raúl Benavento – Paulino López (2), Carlos Miranda k mecz rozegrany został na stadionie klubu Boca Juniors |
| 11 listopada 1936 | Chacarita Juniors – Independiente 3:7 Adolfo Juárez (2), Alfredo Gáspari – Arsenio Erico (3), José F. Beressi (3), Marcelino Funes                                                     |
| 11 listopada 1936 | Ferro Carril Oeste – Estudiantes La Plata 2:4 Bernardo Gandulla, Pedro Young – Ángel Laferrara (4)                                                                                     |
| 11 listopada 1936 | Gimnasia y Esgrima La Plata – CA Platense 5:1 Juan Echevarrieta (2), Tomás González, Manuel Fidel, Pedro Lofeudo – Antonio Campilongo                                                  |
| 11 listopada 1936 | CA Huracán – Club Atlético Lanús 7:0 Marcelo Lamas (3), Emilio Baldonedo (3), Jorge Alberti                                                                                            |
| 11 listopada 1936 | Racing Club de Avellaneda – Atlanta Buenos Aires 1:4 Evaristo Barrera – José Freiges, Oscar Irazoqui, Roberto Martino, Lorenzo Tornarolli                                              |
| 11 listopada 1936 | River Plate – San Lorenzo de Almagro 3:2 Bernabé Ferreyra (3) – Ricardo Alarcón (2) |
| 11 listopada 1936 | Talleres Remedios de Escalada – Vélez Sarsfield 2:2 Rubén Peluffo, Ángel Unzué – Iván Mayo, Oscar De Dovitis                                                                           |
| 25 listopada 1936 | CA Tigre – Boca Juniors 1:5 Miguel Corna – Alfredo González, Francisco Varallo (3), Roberto Cherro mecz rozegrany został na stadionie klubu San Lorenzo de Almagro                     |

### Kolejka 13
| Data              | Mecz |
| ----------------- | --- |
| 15 listopada 1936 | Atlanta Buenos Aires – Gimnasia y Esgrima La Plata 6:0 Lorenzo Tornarolli (3), Oscar Irazoqui, Antonio Morales, Roberto Martino |
| 15 listopada 1936 | Boca Juniors – CA Huracán 3:0 Vicente Cusatti, Emilio Moyano s, Roberto Cherro                                                  |
| 15 listopada 1936 | Estudiantes La Plata – Chacarita Juniors 4:1 Pablo Nehín, Ángel Laferrara (3) – José Gómez                                      |
| 15 listopada 1936 | Independiente – Argentinos Juniors 2:1 Arsenio Erico (2) – Alberto Fassora                                                      |
| 15 listopada 1936 | Club Atlético Lanús – Ferro Carril Oeste 2:3 Manuel Mera (2) – Pedro Young (2), Bernardo Gandulla                               |
| 15 listopada 1936 | CA Platense – Talleres Remedios de Escalada 1:0 Luis A. Sánchez                                                                 |
| 15 listopada 1936 | Quilmes Athletic Buenos Aires – Racing Club de Avellaneda 0:1 Alejandro Scopelli                                                |
| 15 listopada 1936 | San Lorenzo de Almagro – CA Tigre 2:0 Ismael Arrese k, Miguel A. Pantó                                                          |
| 15 listopada 1936 | Vélez Sarsfield – River Plate 1:4 Emilio Reuben – Carlos Peucelle (2), José M. Moreno, Bernabé Ferreyra                         |

### Kolejka 14
| Data              | Mecz |
| ----------------- | --- |
| 22 listopada 1936 | Argentinos Juniors – Estudiantes La Plata 2:1 Alberto Fassora, Francisco Medrano – Ángel Laferrara mecz rozegrany został na stadionie klubu Boca Juniors              |
| 22 listopada 1936 | Chacarita Juniors – Club Atlético Lanús 4:1 Ramón Ávila, Agustín Cascio (2), José Gómez – Benito Matas                                                                |
| 22 listopada 1936 | Ferro Carril Oeste – Boca Juniors 2:1 Ramón Villagra, Raúl Emeal – Francisco Varallo                                                                                  |
| 22 listopada 1936 | Gimnasia y Esgrima La Plata – Quilmes Athletic Buenos Aires 1:1 Emilio Castro – Domingo Fernández                                                                     |
| 22 listopada 1936 | Racing Club de Avellaneda – Independiente 4:2 Evaristo Barrera (2), Alejandro Scopelli, Vicente Zito – Arsenio Erico (2)                                              |
| 22 listopada 1936 | River Plate – CA Platense 2:1 José M. Moreno, Adolfo Pedernera – Raúl Lavanchy                                                                                        |
| 22 listopada 1936 | San Lorenzo de Almagro – Vélez Sarsfield 4:0 Genaro Canteli, Arturo Naón (2), Diego García                                                                            |
| 22 listopada 1936 | Talleres Remedios de Escalada – Atlanta Buenos Aires 5:5 Ángel Unzué (3), Rubén Peluffo, Amadeo Massolini – José Freiges (2), Roberto Martino (2), Lorenzo Tornarolli |
| 22 listopada 1936 | CA Tigre – CA Huracán 1:1 Alberto Castillo – Emilio Baldonedo k |

### Kolejka 15
| Data              | Mecz |
| ----------------- | --- |
| 29 listopada 1936 | Atlanta Buenos Aires – River Plate 0:5 Bernabé Ferreyra (2), Carlos Peucelle, Adolfo Pedernera, Renato Cesarini                         |
| 29 listopada 1936 | Boca Juniors – Chacarita Juniors 4:0 Alfredo González, Francisco Varallo (2), Vicente Cusatti                                           |
| 29 listopada 1936 | Estudiantes La Plata – Racing Club de Avellaneda 3:2 Daniel Sabio, Bonifacio Casajous, Pablo Nehín – Alejandro Scopelli, Enrique García |
| 29 listopada 1936 | CA Huracán – Ferro Carril Oeste 3:1 Marcelo Lamas, Ricardo Gil, Emilio Baldonedo – Pedro Young                                          |
| 29 listopada 1936 | Independiente – Gimnasia y Esgrima La Plata 1:0 Juan J. Zorrilla                                                                        |
| 29 listopada 1936 | Club Atlético Lanús – Argentinos Juniors 3:1 Ángel Alfonso, Daniel Pícaro (2) – Alberto Fassora                                         |
| 29 listopada 1936 | CA Platense – San Lorenzo de Almagro 1:4 José Pérez – Miguel A. Pantó (2), Diego García, Genaro Canteli                                 |
| 29 listopada 1936 | Quilmes Athletic Buenos Aires – Talleres Remedios de Escalada 3:1 Carlos Miranda (2), Roberto Neira – Alberto Lorenzo                   |
| 29 listopada 1936 | Vélez Sarsfield – CA Tigre 8:1 Ángel Fernández (3), Victorio Spinetto (2), Osvaldo Reta (2), Emilio Reuben – Eibar Ríos k               |

### Kolejka 16
| Data            | Mecz |
| --------------- | --- |
| 5 grudnia 1936  | River Plate – Quilmes Athletic Buenos Aires 5:1 Widzowie: 7 500. Sędzia: Forte Bramki: José M.Moreno, Luis M. Rongo (2), Carlos Peucelle, Adolfo Pedernera – Domingo Fernández Club Atlético River Plate: Sirni – Vassini, Fatecchi, Malazzo, Minella, Wergifker, Peucelle, Cesarini, Rongo, Moreno, Pedernera. Quilmes Atlético Club: Bottaso – Pronato, Rodríguez, Ruggero, Díaz, Martín, Neira, Arrillaga, Fernández, Miranda, López. |
| 6 grudnia 1936  | Chacarita Juniors – CA Huracán 1:4 Agustín Cascio – Alberto Galateo (2), Emilio Baldonedo, Marcelo Lamas |
| 6 grudnia 1936  | Gimnasia y Esgrima La Plata – Estudiantes La Plata 3:2 Isidoro Orleans, Manuel Fidel, Pedro Lofeudo – Bonifacio Casajous, Daniel Sabio |
| 6 grudnia 1936  | Racing Club de Avellaneda – Club Atlético Lanús 6:2 Evaristo Barrera (2), Enrique Guaita (3), Alejandro Scopelli – Ángel Alfonso, Silvestre Pisa |
| 6 grudnia 1936  | San Lorenzo de Almagro – Atlanta Buenos Aires 5:3 Ricardo Alarcón (2), Diego García (2), Ismael Arrese – José Freiges, Oscar Irazoqui (2) |
| 6 grudnia 1936  | Talleres Remedios de Escalada – Independiente 1:2 Rubén Peluffo – Arsenio Erico (2) |
| 6 grudnia 1936  | CA Tigre – Ferro Carril Oeste 2:0 Alberto Castillo (2) |
| 6 grudnia 1936  | Vélez Sarsfield – CA Platense 6:1 Emilio Reuben (4), Osvaldo Reta, Oscar De Dovitis – Antonio Blanco |
| 15 grudnia 1936 | Argentinos Juniors – Boca Juniors 1:5 Alberto Fassora – Francisco Varallo (5) mecz rozegrany został na stadionie klubu San Lorenzo de Almagro |

### Kolejka 17
| Data            | Mecz |
| --------------- | --- |
| 12 grudnia 1936 | Boca Juniors – Racing Club de Avellaneda 1:2 Francisco Varallo k – Alejandro Scopelli, Enrique Guaita                                                       |
| 12 grudnia 1936 | CA Tigre – CA Platense 1:1 Miguel Corna – Raúl Lavanchy |
| 13 grudnia 1936 | Ferro Carril Oeste – Chacarita Juniors 3:2 Gilberto Dell’Aqua, Rubén Albarracín, Ramón Villagra – Alfredo Gáspari, Agustín Cascio                           |
| 13 grudnia 1936 | CA Huracán – Argentinos Juniors 0:1 Alberto Fassora |
| 13 grudnia 1936 | Independiente – River Plate 3:2 Arsenio Erico, Carlos Lucía, Eduardo Pereyra – Luis M. Rongo, Eladio Vaschetto                                              |
| 13 grudnia 1936 | Quilmes Athletic Buenos Aires – San Lorenzo de Almagro 2:1 Roberto Neira, Domingo Fernández – Alberto Rival                                                 |
| 14 grudnia 1936 | Atlanta Buenos Aires – Vélez Sarsfield 2:1 Antonio Morales, Lorenzo Tornarolli – José M. Noguera                                                            |
| 14 grudnia 1936 | Estudiantes La Plata – Talleres Remedios de Escalada 5:0 Pablo Nehín, Alberto Zozaya (3), Bonifacio Casajous                                                |
| 14 grudnia 1936 | Club Atlético Lanús – Gimnasia y Esgrima La Plata 6:2 Daniel Pícaro, Ángel Alfonso (2), Silvestre Pisa (2), Evaristo Delovo s – Pedro Lofeudo, Manuel Fidel |

### Tabela końcowa Copa Campeonato
| Poz | Klub                          | Mecze | Zw | Rem | Por | Pkt | BrZd | BrStr |
| --- | ----------------------------- | ----- | -- | --- | --- | --- | ---- | ----- |
| 1   | River Plate                   | 17    | 13 | 2   | 2   | 28  | 49   | 19    |
| 2   | San Lorenzo de Almagro        | 17    | 11 | 2   | 4   | 24  | 41   | 24    |
| 3   | Racing Club de Avellaneda     | 17    | 10 | 3   | 4   | 23  | 43   | 27    |
| 4   | Independiente                 | 17    | 10 | 1   | 6   | 21  | 32   | 29    |
| 5   | Boca Juniors                  | 17    | 9  | 2   | 6   | 20  | 39   | 19    |
| 6   | Atlanta Buenos Aires          | 17    | 8  | 3   | 6   | 19  | 39   | 30    |
| 7   | CA Platense                   | 17    | 6  | 7   | 4   | 19  | 26   | 29    |
| 8   | CA Huracán                    | 17    | 7  | 4   | 6   | 18  | 32   | 22    |
| 9   | Argentinos Juniors            | 17    | 7  | 4   | 6   | 18  | 26   | 32    |
| 10  | Ferro Carril Oeste            | 17    | 7  | 3   | 7   | 17  | 30   | 36    |
| 11  | Estudiantes La Plata          | 17    | 6  | 4   | 7   | 16  | 32   | 32    |
| 12  | Chacarita Juniors             | 17    | 6  | 4   | 7   | 16  | 36   | 42    |
| 13  | Vélez Sarsfield               | 17    | 7  | 1   | 9   | 15  | 45   | 35    |
| 14  | Gimnasia y Esgrima La Plata   | 17    | 6  | 2   | 9   | 14  | 31   | 48    |
| 15  | Club Atlético Lanús           | 17    | 5  | 2   | 10  | 12  | 27   | 43    |
| 16  | Quilmes Athletic Buenos Aires | 17    | 4  | 3   | 10  | 11  | 24   | 39    |
| 17  | CA Tigre                      | 17    | 2  | 4   | 11  | 8   | 21   | 43    |
| 18  | Talleres Remedios de Escalada | 17    | 1  | 5   | 11  | 7   | 19   | 43    |

### Klasyfikacja strzelców bramek Copa Campeonato
| Gole | Piłkarz           | Klub                      |
| ---- | ----------------- | ------------------------- |
| 18   | Evaristo Barrera  | Racing Club de Avellaneda |
| 18   | Francisco Varallo | Boca Juniors              |
| 15   | Bernabé Ferreyra  | River Plate               |
| 14   | Arsenio Erico     | Independiente             |
| 14   | Ángel Laferrara   | Estudiantes La Plata      |

## Copa de Oro
Mecz pomiędzy zwycięzcą turnieju Copa de Honor (San Lorenzo de Almagro) a zwycięzcą Copa Campeonato (River Plate). Często mecz ten uważany jest za decydujący o tytule mistrza Argentyny w roku 1936.
| Data            | Mecz |
| --------------- | --- |
| 20 grudnia 1936 | River Plate – San Lorenzo de Almagro 4:2(1:0) mecz rozegrany został na stadionie klubu Independiente Sędzia: Macías. Bramki: 1:0 Renato Cesarini 39, 1:1 Pantó 55, 2:1 Chividini 73s, 3:1 Adolfo Pedernera 76, 3:2 Canteli 81, 4:2 Renato Cesarini 86 Club Atlético River Plate: Sirni – Vassini, Cuello; Malazzo, Minella, Wergifker, Peucelle, Cesarini, Ferreyra, Moreno, Pedernera. Club Atlético San Lorenzo de Almagro: Gualco – Tarrío, Gilli, Arrese, Scavone,Chividini, Cavadini, Alarcón, Canteli, García, Pantó. |